# Autonome Tibetaanse Prefectuur Gannan

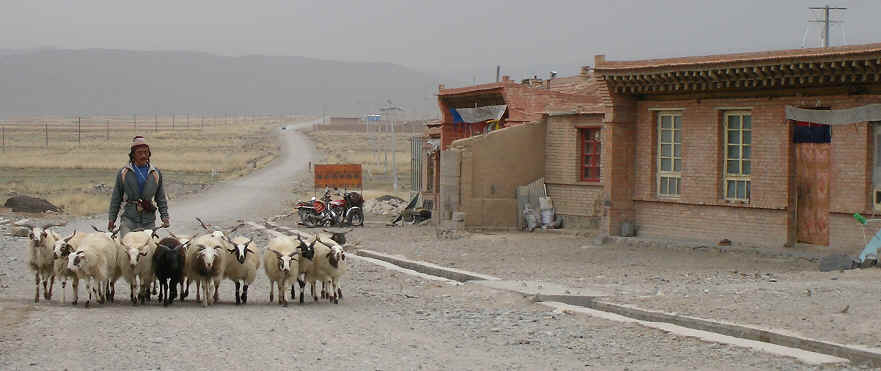
Bij Sangke, Gansu

De autonome Tibetaanse Prefectuur Gannan is een autonome prefectuur voor Tibetanen in het zuiden van de provincie Gansu, China. De prefectuur is voornamelijk bergachtig. In het verleden was Gannan onderdeel van de historische Tibetaanse provincie Amdo. De hoofdstad van de prefectuur is Hezuo.
In de prefectuur ligt Xiahe het grootste Tibetaanse klooster buiten de Tibetaanse Autonome Regio. 

## Geschiedenis
Ten tijde van de Periode van Lente en Herfst woonden in Gannan voornamelijk de Qiang. Vanaf de Periode van de Strijdende Staten behoorde de regio tot het grondgebied van de Qin. In het jaar 111, ten tijde van de Han-dynastie, werd het gebied onder regime van de Han-Chinezen gebracht. Sindsdien speelt de regio een belangrijke rol in het onderhouden van de relatie tussen de Han-Chinezen en de Tibetanen. Gannan diende als een doorgang voor de Zijderoute en verbond Zhongyuan met India en Tibet.
Vanaf de Republiek China behoorde het grondgebied tot de provincie Gansu. In 1954, vijf jaar na het uitroepen van de Volksrepubliek China, werd Gannan uitgeroepen tot de autonome Tibetaanse Prefectuur Gannan.
In 2010 kwam bij een grote modderstroom in het Arrondissement Zhugqu en de omliggende dorpen meer dan 1400 mensen om het leven. Onder de slachtoffers waren voornamelijk boeren en herders.

## Flora en fauna
In Gannan leven 293 soorten wilde dieren waaronder de reuzenpanda, gouden aap en sneeuwpanter, alsmede 643 soorten Chinese en Tibetaanse planten en 360 soorten wilde bloemen en planten. Anno 2015 leefden er negentien reuzenpanda's in het wild in de regio.

## Bestuurlijke indeling
De regio bestaat uit zeven arrondissementen en een stadsarrondissement is.
| Arrondissement            | Arrondissement | Bestuurlijk centrum | Bestuurlijk centrum |
| Naam                      | Chinees        | Naam                | Chinees             |
| ------------------------- | -------------- | ------------------- | ------------------- |
| Stadsarrondissement Hezuo | 合作市         |                     |                     |
| Arrondissement Lintan     | 临潭县         | Chengguan           | 城关镇              |
| Arrondissement Chone      | 卓尼县         | Liulin              | 柳林镇              |
| Arrondissement Zhugqu     | 舟曲县         | Chengguan           | 城关镇              |
| Arrondissement Têwo       | 迭部县         | Dêngka              | 电尕镇              |
| Arrondissement Maqu       | 玛曲县         | Nyinma              | 尼玛镇              |
| Arrondissement Luqu       | 碌曲县         | Ma'ngê              | 玛艾镇              |
| Arrondissement Xiahe      | 夏河县         | Labrang             | 拉卜楞镇            |

## Etnische samenstelling
De samenstelling van de bevolking naar etniciteit in 2000.
| Bevolkingsgroep | Bevolking | Percentage |
| --------------- | --------- | ---------- |
| Tibetanen       | 329.278   | 51,44%     |
| Han             | 267.260   | 41,75%     |
| Hui             | 41.163    | 6,43%      |
| Tu              | 939       | 0,15%      |
| Dongxiang       | 258       | 0,04%      |
| Mantsjoe        | 257       | 0,04%      |
| Salar           | 222       | 0,03%      |
| Mongolen        | 215       | 0,03%      |
| Overigen        | 514       | 0,09%      |